# Marek Gengel
Marek Gengel (* 17. September 1995 in Rakovník) ist ein tschechischer Tennisspieler.

## Karriere
Gengel spielte nicht auf der ITF Junior Tour. Bei den Profis spielte Gengel erstmals 2015.   2016 war er im Einzel und Doppel in der Tennisweltrangliste platziert. 2017 gewann er vier Titel auf der ITF Future Tour, wo er fast ausschließlich spielte, wodurch er in der Rangliste in die Top 500 einstieg. Im Einzel schaffte er es die ersten beiden Male in ein Finale, was für die Top 700 reichte. Durch drei weitere Titel 2018 im Doppel stieg er in die Top 350 ein, die ihm ermöglichte bei Turnieren der ATP Challenger Tour teilzunehmen. In Prag zog er in sein erstes Challenger-Halbfinale. 2019 ging es im Doppel weiter nach vorne. Erneut gewann er drei Futures, verlor dreimal erst im Halbfinale eines Challengers und zog in Istanbul ins Endspiel ein. Das Kalenderjahr schloss er auf Platz 239 ab. Im Einzel gewann er nun auch seine ersten zwei Futures, die ihm halfen 2020 unter den besten 500 Einzelspieler zu notieren.
2021 gewann er fünf Futures (vier davon im Einzel). Auf der Challenger Tour war er mit zwei Finalteilnahmen in Rennes und Ismaning erneut vor allem im Doppel erfolgreich. 2022 reichte Gengels Platzierung um die meiste Zeit bei Challengers anzutreten, dennoch gewann er bei Futures im Einzel und Doppel je zwei Titel. In Biel kam er im Einzel zu seinem ersten Erfolg, er erreichte das Viertelfinale. Mehrere Male qualifizierte er sich und erreichte die zweite Runde, aber nur einmal, in Sydney, zog er ins Halbfinale ein. Im Doppel zog er in Posen ins vierte und auf Mallorca ins fünfte Challenger-Finale, aber erneut gewann er keines davon. Anfang 2023 zog er im Einzel zweimal in Folge ins Viertelfinale ein, im Doppel nutzte er in Nonthaburi sein sechstes Finale zu seinem ersten Challengererfolg. In der Weltrangliste stieg er jeweils auf sein Karrierehoch, im Einzel Rang 256, im Doppel Platz 151. Damit stieß er das erste Mal auch unter die 10 besten tschechischen Spieler im Einzel.

## Erfolge
| Legende (Anzahl der Siege) |
| Grand Slam                 |
| ATP Finals                 |
| ATP Tour Masters 1000      |
| ATP Tour 500               |
| ATP Tour 250               |
| ATP Challenger Tour (1)    |

### Doppel

#### Turniersiege
| Nr. | Datum          | Turnier    | Belag     | Partner       | Finalgegner                       | Ergebnis  |
| --- | -------------- | ---------- | --------- | ------------- | --------------------------------- | --------- |
| 1.  | 7. Januar 2023 | Nonthaburi | Hartplatz | Adam Pavlásek | Robert Galloway Hans Hach Verdugo | 7:64, 6:4 |